# کردخورد علیا
الگو:Cord
کردخورد علیا ، روستایی از توابع بخش نوبران شهرستان ساوه در استان مرکزی ایران است.
نام دیگری که در بین اهالی روستا مرسوم است کردر می باشد..

## جمعیت
این روستا در دهستان بیات قرار دارد و براساس سرشماری مرکز آمار ایران در سال ۱۳۸۵، جمعیت آن ۵۹ نفر (۲۵خانوار) بوده‌است.